# Reiner Kirsten

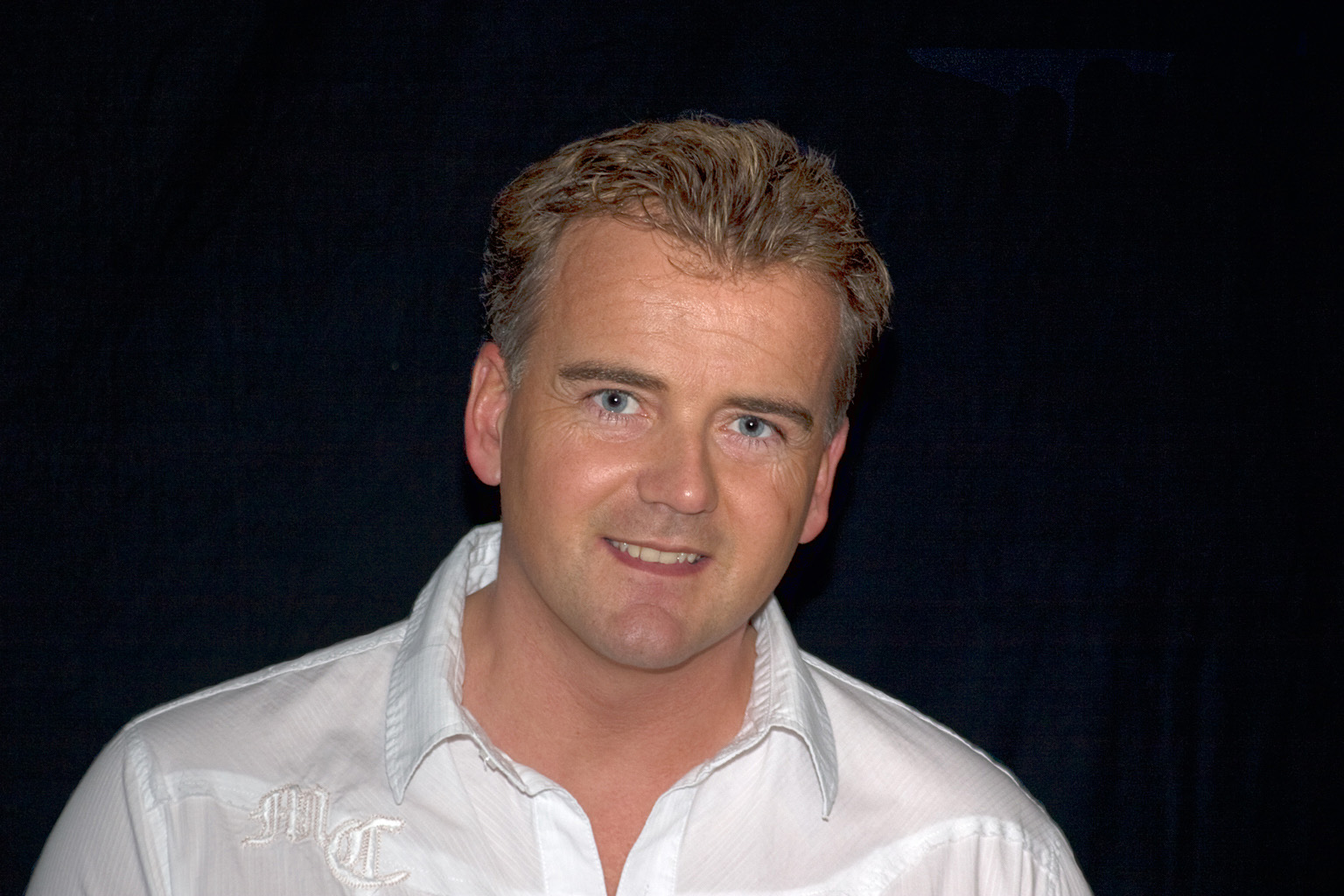
Reiner Kirsten (2010)

Reiner Kirsten (bürgerlich: Reiner Jäkle; * 16. September 1969 in Elzach) ist ein deutscher volkstümlicher Schlagersänger und Moderator.

## Leben und Wirken
Kirsten wuchs gemeinsam mit seinen fünf Geschwistern in Oberprechtal auf. Er ist der jüngste Sohn des Musiker-Ehepaares Jäkle, das zusammen mit ihren sechs Kindern seit den 1970er Jahren als Schwarzwaldfamilie Jäkle auftrat. Mit seiner Familie stand er bereits mit fünf Jahren als Schlagzeuger auf der Bühne. Er lernte Akkordeon und nahm Gesangsunterricht. Nach seinem Schulabschluss erlernte er den Beruf des Telekommunikationstechnikers. Bis in die 1980er Jahre veröffentlichte er mit seiner Schwarzwaldfamilie Jäkle fünf Alben. 1995 kam sein erstes Soloalbum heraus (Schmetterlinge im Regen), mit dem er einen großen Erfolg erzielte.
Im Jahr 1996 nahm er mit dem Lied Der Schäfer von Monte Castello für die Schweiz am Grand Prix der Volksmusik 1996 teil und erreichte den 6. Platz. Es folgten Auftritte bei der ZDF-Superhitparade (1997, 1998, 1999 und 2000) und bei anderen volkstümlichen Sendungen, wie etwa bei der Schlagerparade der Volksmusik.
Beim Grand Prix der Volksmusik 1999 für Deutschland erreichte er mit Wir leben, wir lieben den 7. Platz. 2001 kam er dort mit Da war Musik in allen Herzen auf Platz 12.
Am 4. Februar 2001 moderierte er zum ersten Mal das ZDF-Sonntagskonzert. Weitere Sendungen im gleichen Jahr folgten im Wechsel mit Uta Bresan. 2003 war er erneut beim Grand Prix der Volksmusik mit dem Titel Hörst du? vertreten.

## Ehrungen
- Herbert-Roth-Preis, MDR

## Diskografie
| - Der Schäfer von Monte Castello – 1996 - Du da oben – 1997 - Ein kleines Teufelchen – 1998 - Zauber der Berge – 1999 - Wir leben, wir lieben – 1999 - Ganz in Weiß – 1999 - Komm und lass uns kuscheln – 2000 - Heut scheint die Sonne mir mitten ins Herz – 2000 - Heimkehr zur Weihnachtszeit – 2000 - Mein kleines Paradies – 2001 - Da war Musik in allen Herzen – 2001 - Was ich wirklich mag – 2002 - So bist Du – 2003 - Aus Liebe gemacht – 2004 - Bella Napoli – 2005 - Mehr als tausend Träume – 2006 | - Schmetterling im Regen – 1995 - Alles für Dich allein – 1996 - Der Schäfer von Monte Castello – 1996 - Ich wünsch Dir Zeit – 1998 - Zeit zum Träumen – 1999 - Danke, dass wir Freunde sind – 2000 - Jedes Lächeln bringt Glück – 2001 - Was ich wirklich mag – 2002 - Aus Liebe gemacht – 2004 - Hast du heut Zeit für mich – 2005 - Was Rosen Dir erzählen – 2007 - Ewige Liebe – 2009 - Träumer wie Du – 2012 - Ein Geschenk des Himmels – 2014 |